# Pescara Calcio 1983-1984
Questa voce raccoglie le informazioni riguardanti il Pescara Calcio nelle competizioni ufficiali della stagione 1983-1984.

## Divise e sponsor
Lo sponsor tecnico per la stagione 1983-1984 è NR, mentre quello ufficiale è Gis.
| Casa | trasferta |

## Rosa
| N. |                   | Ruolo | Calciatore          |
| -- | ----------------- | ----- | ------------------- |
|    | Italia (bandiera) | D     | Alberto Aita        |
|    | Italia (bandiera) | C     | Gaetano Aprea       |
|    | Italia (bandiera) | P     | Luciano Bartolini   |
|    | Italia (bandiera) | C     | Paolo Bocchinu      |
|    | Italia (bandiera) | C     | Federico Caputi     |
|    | Italia (bandiera) | D     | Maurizio Caradonna  |
|    | Italia (bandiera) | D     | Ersilio Cerone      |
|    | Italia (bandiera) | C     | Rocco Cotroneo      |
|    | Italia (bandiera) | A     | Vittorio Cozzella   |
|    | Italia (bandiera) | C     | Siro D'Alessandro   |
|    | Italia (bandiera) | C     | Stefano Dalla Costa |

| N. |                   | Ruolo | Calciatore         |
| -- | ----------------- | ----- | ------------------ |
|    | Italia (bandiera) | D     | Mauro Joriatti     |
|    | Italia (bandiera) | C     | Franco Marchegiani |
|    | Italia (bandiera) | D     | Giancarlo Olivotto |
|    | Italia (bandiera) | D     | Adriano Polenta    |
|    | Italia (bandiera) | A     | Stefano Rebonato   |
|    | Italia (bandiera) | C     | Giorgio Roselli    |
|    | Italia (bandiera) | P     | Maurizio Rossi     |
|    | Italia (bandiera) | D     | Felice Secondini   |
|    | Italia (bandiera) | A     | Giancarlo Tacchi   |
|    | Italia (bandiera) | C     | Giuseppe Testa     |
|    | Italia (bandiera) | A     | Sandro Tovalieri   |

## Risultati

### Serie B

#### Girone di andata
| 11 settembre 1983 1ª giornata | Campobasso | 2 – 0 | Pescara |  |

| 18 settembre 1983 2ª giornata | Pescara | 2 – 1 | Cesena |  |

| 25 settembre 1983 3ª giornata | Arezzo | 2 – 1 | Pescara |  |

| 2 ottobre 1983 4ª giornata | Pescara | 2 – 0 | Como |  |

| 9 ottobre 1983 5ª giornata | Catanzaro | 4 – 3 | Pescara |  |

| 16 ottobre 1983 6ª giornata | Pescara | 1 – 0 | Cremonese |  |

| 23 ottobre 1983 7ª giornata | Palermo | 5 – 0 | Pescara |  |

| 30 ottobre 1983 8ª giornata | Atalanta | 1 – 1 | Pescara |  |

| 6 novembre 1983 9ª giornata | Pescara | 1 – 2 | Empoli |  |

| 13 novembre 1983 10ª giornata | Pescara | 2 – 0 | Pistoiese |  |

| 20 novembre 1983 11ª giornata | Perugia | 1 – 0 | Pescara |  |

| 27 novembre 1983 12ª giornata | Pescara | 1 – 0 | Padova |  |

| 4 dicembre 1983 13ª giornata | Sambenedettese | 0 – 1 | Pescara |  |

| 11 dicembre 1983 14ª giornata | Pescara | 1 – 0 | Varese |  |

| 18 dicembre 1983 15ª giornata | Cagliari | 2 – 0 | Pescara |  |

| 31 dicembre 1983 16ª giornata | Pescara | 0 – 0 | Monza |  |

| 8 gennaio 1984 17ª giornata | Triestina | 3 – 2 | Pescara |  |

| 15 gennaio 1984 18ª giornata | Pescara | 3 – 1 | Cavese |  |

| 22 gennaio 1984 19ª giornata | Lecce | 2 – 0 | Pescara |  |

#### Girone di ritorno
| 29 gennaio 1984 20ª giornata | Pescara | 2 – 1 | Campobasso |  |

| 5 febbraio 1984 21ª giornata | Cesena | 2 – 0 | Pescara |  |

| 12 febbraio 1984 22ª giornata | Pescara | 3 – 1 | Arezzo |  |

| 26 febbraio 1984 23ª giornata | Como | 0 – 0 | Pescara |  |

| 4 marzo 1984 24ª giornata | Pescara | 3 – 2 | Catanzaro |  |

| 11 marzo 1984 25ª giornata | Cremonese | 2 – 3 | Pescara |  |

| 18 marzo 1984 26ª giornata | Pescara | 3 – 1 | Palermo |  |

| 25 marzo 1984 27ª giornata | Pescara | 0 – 0 | Atalanta |  |

| 1º aprile 1984 28ª giornata | Empoli | 1 – 1 | Pescara |  |

| 8 aprile 1984 29ª giornata | Pistoiese | 2 – 0 | Pescara |  |

| 15 aprile 1984 30ª giornata | Pescara | 1 – 1 | Perugia |  |

| 21 aprile 1984 31ª giornata | Padova | 1 – 0 | Pescara |  |

| 29 aprile 1984 32ª giornata | Pescara | 1 – 1 | Sambenedettese |  |

| 6 maggio 1984 33ª giornata | Varese | 2 – 0 | Pescara |  |

| 13 maggio 1984 34ª giornata | Pescara | 0 – 1 | Cagliari |  |

| 20 maggio 1984 35ª giornata | Monza | 1 – 1 | Pescara |  |

| 27 maggio 1984 36ª giornata | Pescara | 0 – 0 | Triestina |  |

| 3 giugno 1984 37ª giornata | Cavese | 3 – 2 | Pescara |  |

| 10 giugno 1984 38ª giornata | Pescara | 0 – 0 | Lecce |  |

## Statistiche

### Statistiche di squadra
| Competizione | Punti | In casa | In casa | In casa | In casa | In casa | In casa | In trasferta | In trasferta | In trasferta | In trasferta | In trasferta | In trasferta | Totale | Totale | Totale | Totale | Totale | Totale | DR  |
| Competizione | Punti | G       | V       | N       | P       | Gf      | Gs      | G            | V            | N            | P            | Gf           | Gs           | G      | V      | N      | P      | Gf     | Gs     | DR  |
| ------------ | ----- | ------- | ------- | ------- | ------- | ------- | ------- | ------------ | ------------ | ------------ | ------------ | ------------ | ------------ | ------ | ------ | ------ | ------ | ------ | ------ | --- |
| Serie B      | 36    | 19      | 11      | 6       | 2       | 26      | 12      | 19           | 2            | 4            | 13           | 15           | 36           | 38     | 13     | 10     | 15     | 41     | 48     | -7  |
| Coppa Italia | 3     | 3       | 1       | 1       | 1       | 1       | 2       | 2            | 0            | 0            | 2            | 1            | 5            | 5      | 1      | 1      | 3      | 2      | 7      | -5  |
| Totale       |       | 22      | 12      | 7       | 3       | 27      | 14      | 21           | 2            | 4            | 15           | 16           | 41           | 43     | 14     | 11     | 18     | 43     | 55     | -12 |

### Statistiche dei giocatori
| Giocatore       | Serie B  | Serie B | Serie B     | Serie B    | Coppa Italia | Coppa Italia | Coppa Italia | Coppa Italia | Totale   | Totale | Totale      | Totale     |
| Giocatore       | Presenze | Reti    | Ammonizioni | Espulsioni | Presenze     | Reti         | Ammonizioni  | Espulsioni   | Presenze | Reti   | Ammonizioni | Espulsioni |
| --------------- | -------- | ------- | ----------- | ---------- | ------------ | ------------ | ------------ | ------------ | -------- | ------ | ----------- | ---------- |
| A. Aita         | 7        | 0       | ?           | ?          | ?            | ?            | ?            | ?            | 7+       | 0+     | ?           | ?          |
| G. Aprea        | 11       | 0       | ?           | ?          | ?            | ?            | ?            | ?            | 11+      | 0+     | ?           | ?          |
| L. Bartolini    | 7        | -14     | ?           | ?          | ?            | ?            | ?            | ?            | 7+       | -14+   | ?           | ?          |
| P. Bocchinu     | 3        | 0       | ?           | ?          | ?            | ?            | ?            | ?            | 3+       | 0+     | ?           | ?          |
| F. Caputi       | 36       | 5       | ?           | ?          | ?            | ?            | ?            | ?            | 36+      | 5+     | ?           | ?          |
| M. Caradonna    | 4        | 0       | ?           | ?          | ?            | ?            | ?            | ?            | 4+       | 0+     | ?           | ?          |
| E. Cerone       | 29       | 2       | ?           | ?          | ?            | ?            | ?            | ?            | 29+      | 2+     | ?           | ?          |
| R. Cotroneo     | 16       | 0       | ?           | ?          | ?            | ?            | ?            | ?            | 16+      | 0+     | ?           | ?          |
| V. Cozzella     | 32       | 9       | ?           | ?          | ?            | ?            | ?            | ?            | 32+      | 9+     | ?           | ?          |
| S. D'Alessandro | 37       | 0       | ?           | ?          | ?            | ?            | ?            | ?            | 37+      | 0+     | ?           | ?          |
| S. Dalla Costa  | 31       | 1       | ?           | ?          | ?            | ?            | ?            | ?            | 31+      | 1+     | ?           | ?          |
| M. Joriatti     | 32       | 0       | ?           | ?          | ?            | ?            | ?            | ?            | 32+      | 0+     | ?           | ?          |
| F. Marchegiani  | 1        | 0       | ?           | ?          | ?            | ?            | ?            | ?            | 1+       | 0+     | ?           | ?          |
| G. Olivotto     | 16       | 0       | ?           | ?          | ?            | ?            | ?            | ?            | 16+      | 0+     | ?           | ?          |
| A. Polenta      | 37       | 4       | ?           | ?          | ?            | ?            | ?            | ?            | 37+      | 4+     | ?           | ?          |
| S. Rebonato     | 20       | 5       | ?           | ?          | ?            | ?            | ?            | ?            | 20+      | 5+     | ?           | ?          |
| G. Roselli      | 31       | 3       | ?           | ?          | ?            | ?            | ?            | ?            | 31+      | 3+     | ?           | ?          |
| M. Rossi        | 31       | -34     | ?           | ?          | ?            | ?            | ?            | ?            | 31+      | -34+   | ?           | ?          |
| F. Secondini    | 25       | 0       | ?           | ?          | ?            | ?            | ?            | ?            | 25+      | 0+     | ?           | ?          |
| G. Tacchi       | 32       | 2       | ?           | ?          | ?            | ?            | ?            | ?            | 32+      | 2+     | ?           | ?          |
| G. Testa        | 20       | 0       | ?           | ?          | ?            | ?            | ?            | ?            | 20+      | 0+     | ?           | ?          |
| S. Tovalieri    | 35       | 10      | ?           | ?          | ?            | ?            | ?            | ?            | 35+      | 10+    | ?           | ?          |